# Гуркели
Гуркели (груз. გურკელი) — село в Грузии, на территории Ахалцихского муниципалитета края (мхаре) Самцхе-Джавахети.

## География
Село находится в южной части Грузии, на левом берегу реки Цинубанисцкали (левый приток Куры), на расстоянии приблизительно 10 километров (по прямой) к северо-востоку от города Ахалцихе, административного центра муниципалитета. Абсолютная высота — 1036 метров над уровнем моря.

## Население
По результатам официальной переписи населения 2014 года, в Гуркели проживало 155 человек (76 мужчин и 79 женщин). В национальной структуре населения грузины составляли 100 %.
| Год  | Население, человек |
| ---- | ------------------ |
| 2002 | 150                |
| 2014 | ↗ 155              |